# Bowfinger
Bowfinger és una pel·lícula estatunidenca d'humor dirigida per Frank Oz, estrenada el 1999. Ha estat doblada al català.

## Argument
Bobby Bowfinger (Steve Martin), amo de la Bowfinger International Picture, la seu de la qual és situada en una zona desèrtica de Los Angeles, és un somiador, i un perdedor crivellat de deutes amb qui cap estudi no apostaria ni un cèntim. Però Bobby no ha dit la seva última paraula.
Embalat per un guió de sèrie z escrit per un fosc comptable, contacta amb un fal·laciós pretext amb la superestrella del cinema d'acció, Kit Ramsey (Eddie Murphy), que l'expulsa sense mirament de la seva limusina. Bobby té llavors l'excel·lent idea de filmar l'actor amb una càmera amagada i de fer-ne el protagonista involuntari de la seva sèrie Z.

## Repartiment
- Steve Martin: Bobby Bowfinger
- Eddie Murphy: Kit Ramsey / Jeffernson 'Jiff' Ramsey
- Heather Graham: Daisy
- Christine Baranski: Carol
- Jamie Kennedy: Dave
- Adam Alexi-Malle: Afrim
- Kohl Sudduth: Slater
- Barry Newman: Hal
- Terence Stamp: Terry Stricter
- Robert Downey Jr.: Jerry Renfro
- Alejandro Patino: Sanchez
- Alfred De Contreras: Martinez
- Ramiro Fabian: Hector
- Johnny Sanchez: Luis
- Claude Brooks: Freddy

## Al voltant de la pel·lícula
- El final de la pel·lícula va ser censurada a Taiwan per la mala imatge que va donar al país.
- La segona pel·lícula de Bowfinger directa és una clara paròdia de la pel·lícula ninja de Godfrey Ho.
- Bowfinger va ser la primera pel·lícula que uneix Steve Martin i Eddie Murphy, i és amb aquesta frase que es presenta al cartell original estatunidenc.